# Jūb Kabūd-e Pā‘īn
Jūb Kabūd-e Pā‘īn (persiska: جوب کبود پائین, Jūb Kabūd-e Soflá) är en ort i Iran.   Den ligger i provinsen Kermanshah, i den nordvästra delen av landet, 400 km väster om huvudstaden Teheran. Jūb Kabūd-e Pā‘īn ligger 1 684 meter över havet och antalet invånare är 255.
Terrängen runt Jūb Kabūd-e Pā‘īn är platt åt nordost, men åt sydväst är den kuperad. Runt Jūb Kabūd-e Pā‘īn är det ganska tätbefolkat, med 72 invånare per kvadratkilometer. Närmaste större samhälle är Sonqor, 12,5 km sydost om Jūb Kabūd-e Pā‘īn. Trakten runt Jūb Kabūd-e Pā‘īn består till största delen av jordbruksmark.